# 카리브암초상어

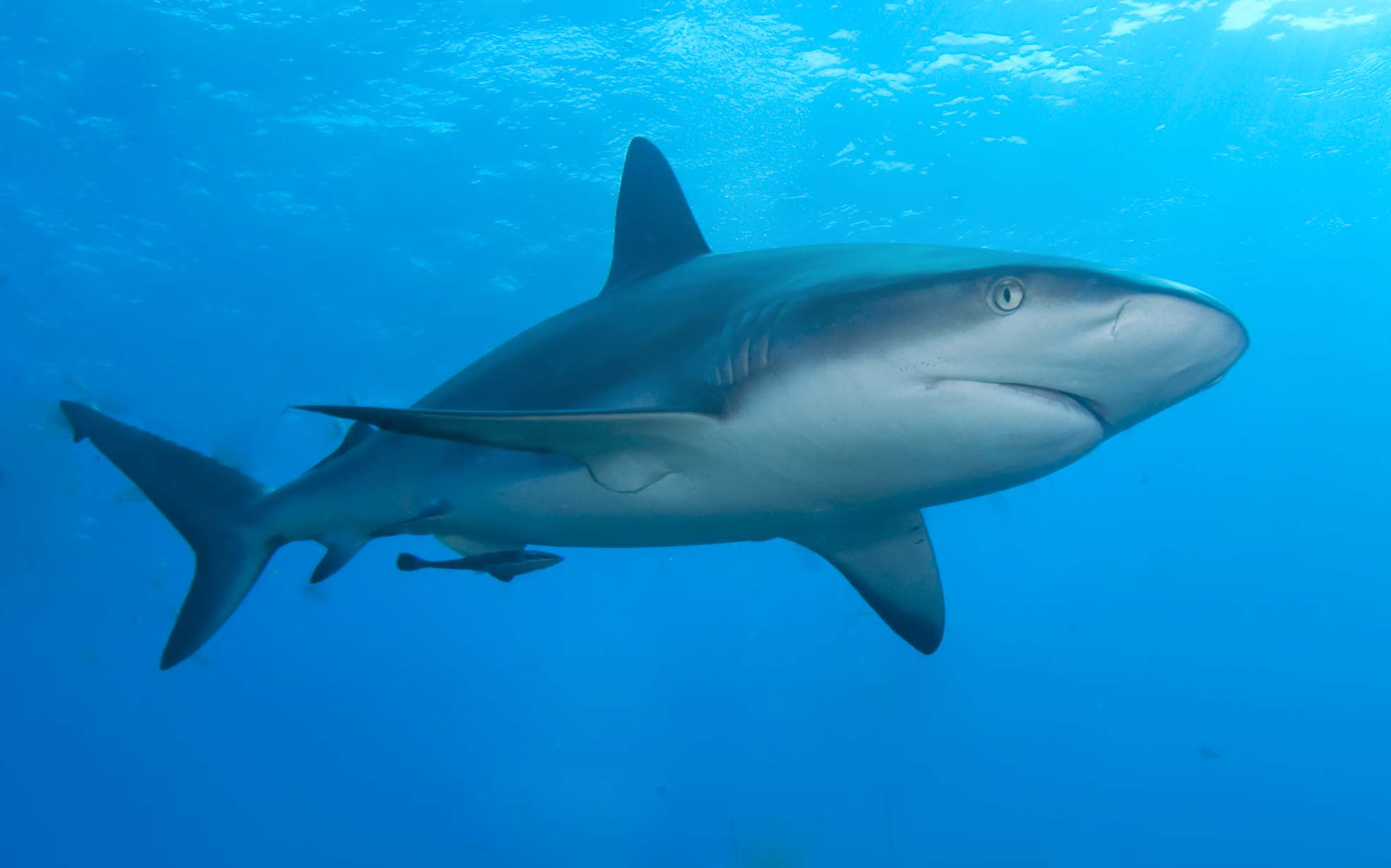

카리브암초상어(학명:Carcharhinus perezi)는 흉상어목 흉상어과 흉상어속에 속하는 물고기이다. 전체적인 몸길이는 2m로 상어에서는 중형의 몸집을 가진 상어이다.

## 특징과 먹이
카리브암초상어는 위쪽이 청록색이고 아래쪽이 흰색의 몸을 하고 있는 상어이다. 영어권에서는 Caribbean Reef Shark(카리비안 리프 샤크)라는 이름으로 불린다.  "전형적인" 유선형 모양을 가진 무거운 몸체의 상어인 카리브암초상어는 다른 대형 흉상어속 상어 종과 구별하기 어렵다. 일반적으로 길이는 2-2.5m(6.6-8.2피트)이다. 기록된 최대 길이는 3m(9.8피트)이고 보고된 최대 무게는 70kg(150lb)이다.  착색은 위는 짙은 회색 또는 회갈색이고 아래는 흰색 또는 흰색-노란색이며 측면에 눈에 띄지 않는 흰색 띠가 있다. 지느러미는 눈에 띄게 표시되어 있지 않으며 한 쌍의 지느러미, 항문 지느러미, 꼬리 지느러미의 아래쪽 엽의 아래쪽은 어둡다.  주둥이는 다소 짧고 넓으며 둥글며 콧구멍 옆에 눈에 띄는 피부 덮개가 없다. 눈은 크고 원형이며 순막(보호 제 3의 눈꺼풀)이 있다. 양쪽 턱의 양쪽 절반에는 11-13개의 치아 열이 있다. 이빨은 넓은 기부, 톱니 모양의 가장자리 및 좁은 교두를 가지고 있다. 양쪽의 앞쪽 2-4 개의 이빨은 직립하고 다른 하나는 점점 더 비스듬하다. 5쌍의 아가미 슬릿은 적당히 길고 세 번째 아가미 슬릿은 가슴 지느러미의 기원 위에 있다. 첫번째 등지느러미는 높고 삼각형(낫 모양)이다. 두번째 등지느러미까지 이어지는 낮은 등간 융기가 있으며 이는 상대적으로 크고 짧은 자유 후방 끝이 있다. 첫번째 등지느러미의 기원은 가슴 지느러미의 자유로운 뒤쪽 끝 위 또는 약간 앞에 있고 두번째 등지느러미의 원점은 항문 지느러미의 위 또는 약간 앞쪽에 있다. 가슴 지느러미는 길고 좁으며 뾰족하게 가늘어진다. 진피 이빨은 밀접하게 이격되어 있고 겹쳐져 있으며 각 치아에는 가장자리 치아로 이어지는 5개(큰 개체에서는 7개)의 수평적이고 낮은 융기가 있다. 특정 지역에 풍부한 개체수가 서식함에도 불구하고 캐리비안 리프 상어는 가장 적게 연구된 대형 흉상어속 상어 중에 하나이다. 그들은 카리브해에 발달한 산호초의 공동체를 형성하는 데 중요한 역할을 하는 것으로 믿어진다. 이 상어는 밤에 더 활동적이며 계절에 따라 활동이나 이동이 바뀐다는 증거는 없다. 아성체는 일년 내내 국지적인 지역에 머무르는 경향이 있는 반면 성어은 더 넓은 지역에 분포한다. 카리브암초상어는 때때로 해저나 동굴 안에서 움직이지 않고 쉬는 것을 볼 수 있다. 그것은 그러한 행동이 보고된 최초의 활동적인 상어 종이다. 1975년에 유지니 클라크(Eugenie Clark)는 유카탄반도에서 떨어진 이슬라 무헤레스(Isla Mujeres)의 동굴 안에 있는 유명한 "잠자는 상어"를 조사했고 상어의 눈이 다이버들을 따라갈 것이기 때문에 상어가 실제로 잠들어 있지 않다는 것을 알아냈다. 클라크는 동굴 내부의 담수 용승이 상어의 기생충을 풀어주고 즐거운 "마약" 효과를 일으킬 수 있다고 추측했다. 위협을 받으면 카리브암초상어는 때때로 공격 표시를 수행하는데 이는 잦은 방향 전환과 가슴 지느러미의 짧은(1-1.2초 지속 시간) 반복적인 낙하와 함께 짧고 급격한 방식으로 수영하는 것이다. 이러한 표시는 더 잘 알려진 산호상어(C. amblyrhynchos)의 표시보다 덜 뚜렷하다. 어린 카리브암초상어는 뱀상어(Galeocerdo cuvier)와 황소상어(C. leucas)와 같은 더 큰 상어의 먹이가 된다. 이종에 대해 알려진 기생충은 거의 없다. 그 중에 하나는 첫번째 등지느러미에서 흘러나오는 짙은 색의 거머리이다 브라질 북부 앞바다에서 어린 유어들은 노랑코망둥이(Elacatinus randalli)가 차지하고 있는 청소소를 찾는데 이 청소소는 상어가 바닥에 가만히 누워 있는 동안에 기생충을 청소하며 공생한다. 호스아이잭(Caranx latus)과 바잭(Carangoides ruber)은 카리브암초상어 주변에서 일상적으로 무리를 짓고 생활한다. 사람에게 위험한 상어 중에 하나이지만 사람을 공격했다는 보고가 많이 없으며 카리브해의 잠수부들이 카리브암초상어와 함께 수영하는 모습이 많이 관촬되기도 한다. 먹이로는 매가오리과의 가오리, 멸치, 청어, 꽁치, 산호초 주변에 서식하는 다양한 종류의 물고기, 오징어와 같은 두족류, 갑각류를 주로 섭식하는 육식성의 상어이다.

## 서식지, 산란기, 어획 및 보호 활동
카리브암초상어는 북쪽의 노스캐롤라이나주에서 버뮤다, 멕시코만 북부 및 카리브해를 포함하여 남쪽의 브라질에 이르기까지 열대 서부 대서양 전역에서 서식한다. 그러나 플로리다키스 북쪽에서는 극히 드문 종이다. 산호초 위나 주변의 얕은 물을 선호하며 일반적으로 산호초의 바깥쪽 가장자리에 있는 절벽 근처에서 발견돤다. 카리브암초상어는 30m(98피트)보다 얕은 물에서 가장 흔하지만 378m(1,240피트)츼 중심해까지 잠수하는 것으로 알려져 있다. 카리브암초상어의 번식은 태생적이다. 발달 중인 배아가 난황 공급을 모두 소진하면 난황낭은 태반 연결로 발달하여 암컷으로부터 영양을 공급받는다. 짝짓기는 암컷이 종종 옆구리에 무는 흉터와 상처를 가지고 발견되기 때문에 분명히 공격적인 일이다. 번식기는 매해의 2월~4월과 11월~12월이며 번식기가 되면 수컷은 암컷을 두고 싸우기도 한다. 그외에 브라질 앞바다의 페르난도 데 노로냐 군도와 아톨 다스 로카스에서는 2월부터 4월까지 건기가 끝날 때 암컷의 출산이 이루어지며 남반구의 다른 지역에서는 11월과 12월의 아마존 여름 동안 암컷이 출산한다. 평균 깔짚 크기는 4-6마리이며 임신 기간은 1년이다. 암컷은 매년마다 수컷과의 짝짓기로 임신한다. 갓 태어난 유어의 길이는 74cm(29인치)를 넘지 않는다. 수컷은 1.5-1.7m (59-67 인치) 길이에서 성적으로 성숙하고 암컷은 2-3m (79-118 인치)에서 성적으로 성숙한다.카리브암초상어는 사람의 식용으로 이용되는 어종 중에 하나이며 그 범위 전체에 걸쳐 상업 및 영세어업 롱라인 낚시 및 자망 어업에 의해 취해친다. 고기, 가죽, 간유 및 어분에 가치가 있다. 카리브암초상어는 콜롬비아에 상륙하는 가장 흔한 상어로(롱라인 어획량의 39%를 차지한다.), 지느러미, 기름 및 턱(장식용으로 판매된다.)으로 활용된다. 벨리즈에서 이 종은 주로 바리과와 도미를 위한 훅 앤 라인에서 잡히는 것으로 잡힌다. 지느러미는 수익성이 좋은 아시아 시장에 판매되고 고기는 벨리즈, 멕시코, 과테말라에서 판매되어 토르티야와 같은 과자인 "파나데"를 만든다. 1900년대 중반부터 1990년대 초반까지 벨리즈에서 상어 전용 어장이 운영되었는데 모든 어종의 어획량이 급격히 감소했다. 카리브암초상어의 살에는 높은 수준의 메틸수은 및 기타 중금속이 포함될 수 있다.국제자연보전연맹(IUCN)은 카리브해 리프 상어를 멸종 위기에 처한 것으로 평가했다. 벨리즈와 쿠바 근해에서는 남획으로 인해 개체수가 감소했으며 다른 지역에서는 착취가 계속되고 있다. 그들은 또한 산호초 서식지의 황폐화와 파괴로 인해 위협을 받고 있다. 이종에 대한 상업적 어업은 미국 수역에서 금지되어 있다. 그들은 생태 관광에 대한 중요성으로 인해 바하마뿐만 아니라 브라질 및 기타 지역의 여러 해양보호구역(MPA)에서 보호된다. 그러나 이러한 해양보호구역 중 일부에서는 불법 조업에 대한 집행이 부족하며 이 종이 풍부한 많은 지역은 보호되지 않는다.

## 같이 보기
- 흉상어목
- 흉상어과
- 흉상어속